# Алворада д'Оести
Алворада д'Оести (на португалски: Alvorada d'Oeste) е град — община в централната част на бразилския щат Рондония. Общината е част от икономико-статистическия микрорегион Алворада д'Оести, мезорегион Източна Рондония. Населението на общината към 2010 г. е 16 864 души, а територията е 3029.190 km2 (5,57 д./km²).